# Maria Kowalska (arabistka)
Maria Kowalska (ur. 19 czerwca 1919 w Sędziszowie, zm. 2005) – polska filolog, arabistka, badaczka średniowiecznej literatury arabskiej, profesor Uniwersytetu Jagiellońskiego.

## Życiorys
Studiowała orientalistykę na Uniwersytecie Jagiellońskim, pod kierunkiem Tadeusza Lewickiego (studia rozpoczęła w 1951). W 1965 zdobyła doktorat w oparciu o pracę nt. Zakarijji Kazwiniego. W 1967-1968 przebywała w Egipcie w ramach stypendium Rządu Egipskiego. Współpracowała z polską misją archeologiczną pod przewodnictwem Kazimierza Michałowskiego, wspierając ją wiedzą lingwistyczną podczas wykopalisk w Aleksandrii. W 1973 uzyskała habilitację na podstawie obszernej monografii traktującej o arabskiej literaturze podróżniczej. W 1985 otrzymała tytuł profesora. Publikowała m.in. w „Folia Orientalia” czy „Études et Travaux”. Przełożyła na język polski i wydała w opracowaniu naukowym relację z podróży Pawła z Aleppo po Ukrainie.
W latach 1975–1989 była przewodniczącą krakowskiego koła Polskiego Towarzystwa Orientalistycznego. Należała do Komitetu Nauk Orientalistycznych PAN oraz do L’Union Européenne des Arabisant et Islamisants.

## Wybrane publikacje
- Bericht über die Funktion der arabischen kosmographischen Literatur des Mittelalters („Folia Orientalia” 1970)[3]
- Średniowieczna arabska literatura podróżnicza (1973)[5][3]
- Ukraina w połowie XVII wieku w relacji arabskiego podróżnika Pawła, syna Makarego z Aleppo (1986, tłumaczenie i opracowanie)[6][3]

## Odznaczenia
- Krzyż Kawalerski Orderu Odrodzenia Polski (1986)[4]
- Złoty Krzyż Zasługi (1976)[4]
- Medal Komisji Edukacji Narodowej (2001)[4]